# Alcidion apicalis
Alcidion apicalis là một loài bọ cánh cứng trong họ Cerambycidae.